# Lost Boys and Fairies
Lost Boys and Fairies est une minisérie créée par Daf James, produite et diffusée par la BBC One.

## Synopsis
Au pays de Galles, Gabriel et Andy, un couple ensemble depuis huit ans, ont décidé d'adopter un enfant. Ils entament les démarches avec l’aide d’une assistante sociale appelée Jacky. Andy est très enthousiaste à l’idée de devenir père adoptif, mais son partenaire Gabriel, qui travaille comme drag queen, est plus réservé. Gabriel a eu des problèmes de drogue dans le passé, ainsi que des blessures émotionnelles liées à son enfance, marquée par la mort de sa mère et l’homophobie de son père.
Le couple souhaitait adopter une fille, qu’ils avaient rencontrée, mais l’histoire les conduit finalement à faire la connaissance de Jake, un garçon placé en foyer à cause d’un père violent. Malgré les premières hésitations de Gabriel, le couple commence à se préparer à accueillir l’enfant chez eux.

## Acteurs principaux
- Siôn Daniel Young comme Gabriel
- Fra Fee comme Andy
- Leo Harris comme Jake
- Elizabeth Berrington comme Jackie
- Sharon D. Clarke comme Claire
- Maria Doyle Kennedy comme Sandra
- William Thomas comme Emrys
- Shaheen Jafargholi comme Celyn
- Arwel Gruffydd comme Berwyn/Fanny Emple

## Diffusion
Cette minisérie a été diffusée sur Arte en juin 2025.